# Pośrednia Kopa

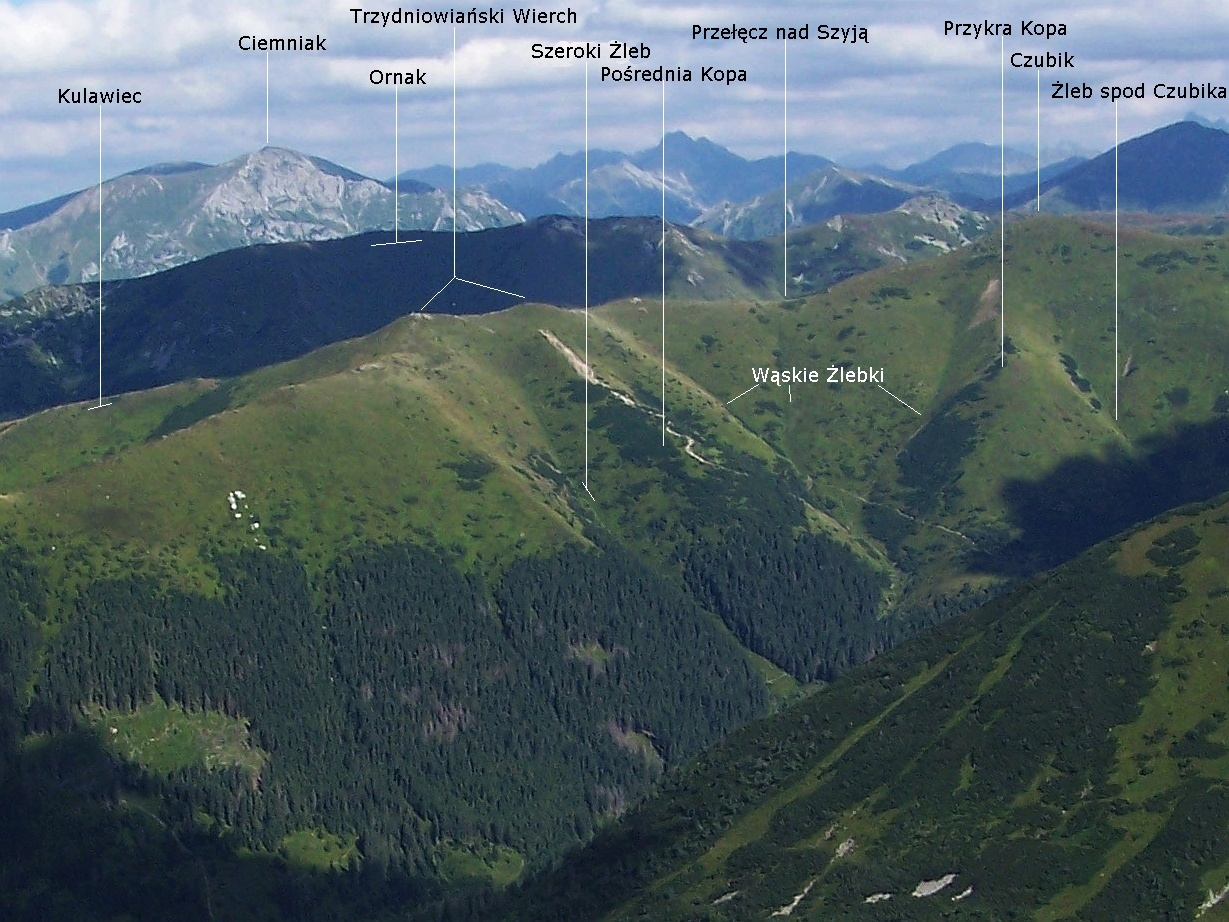
Widok z Rakonia

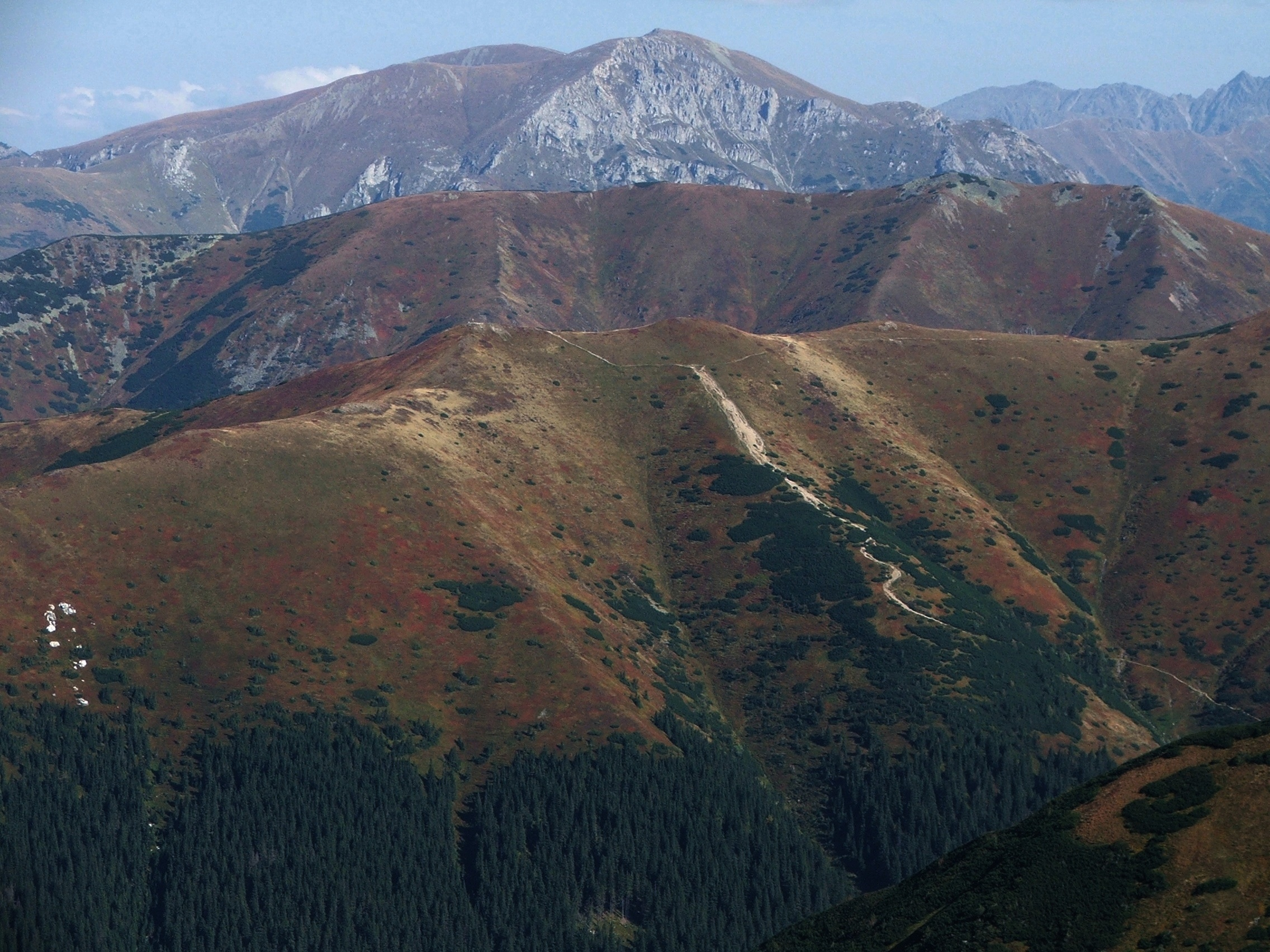
Pośrednia Kopa jesienią

Pośrednia Kopa – grzęda na zachodnich, opadających do Doliny Jarząbczej stokach Trzydniowiańskiego Wierchu w polskich Tatrach Zachodnich. Odchodzi od południowego, wyższego wierzchołka Trzydniowiańskiego Wierchu (1765 m). Po północnej stronie Pośredniej Kopy znajduje się Szeroki Żleb, po stronie południowej 3 żleby objęte wspólną nazwą Wąskie Żlebki. Niżej łączą się w jeden żleb. Szlak turystyczny przekracza Wąskie Żlebki i prowadzi grzbietem Pośredniej Kopy.
Dawniej Pośrednia Kopa była wypasana, wchodziła w skład Hali Jarząbczej. Była też bardziej trawiasta. Od czasu zaprzestania pasterstwa jej stoki stopniowo porastają lasem i kosodrzewiną.

## Szlaki turystyczne
– czerwony, zataczający pętlę od Polany Chochołowskiej przez Wyżnią Jarząbczą Polanę i Jarząbcze Szałasiska na szczyt Trzydniowiańskiego Wierchu, stąd grzbietem Kulawca i Krowińcem do polany Trzydniówki w Dolinie Chochołowskiej.